# Ики (провинция)

Провинция Ики на карте Японии со старым административным делением (выделена красным).

Провинция Ики (яп. 壱岐国 ики но куни, «Страна Ики» или 壱州 исю:, «провинция Ики») — историческая провинция Японии в регионе Кюсю на острове Ики. Соответствует всей территории этого острова, который сегодня является частью префектуры Нагасаки.

## История
Первые письменные упоминания про «страну Ики» датируются III веком. Они содержатся в китайской хронике «Записи трёх государств». Хроника сообщает, что Ики была зависимой от крупной японской страны Яматай. Островитяне занимались преимущественно рыболовством и торговали с жителями Корейского полуострова и соседних японских островов.
Провинция Ики была образована в VII веке. Однако неизвестно, где находился её административный центр.
На протяжении средних веков островная провинция принадлежала роду Мацура, представители которого были главарями местных пиратских общин. Из-за недостатка ресурсов они часто организовывали нападения на Корею с целью захвата продовольствия. В период Эдо (1603—1868) провинция Ики была включена в состав Хирадо-хана, центр которого располагался на острове Кюсю в провинции Хидзэн. Ики было преобразовано в пропускной пункт для торговцев, отправлявшихся в Корею.
В результате административных реформ 1871—1876 годов провинция Ики вошла в состав префектуры Нагасаки.

## Уезды провинции Ики
- Ики (яп. 壱岐郡)
- Исида (яп. 石田郡)